# Txàguino (Tomsk)
|  | Per a altres significats, vegeu «Txàguino». |

Txàguino (en rus: Чагино) és un poble de l'óblast de Tomsk, a Rússia, que el 2015 tenia 33 habitants.